# Агапов, Юрий Георгиевич
Юрий Георгиевич Агапов (4 июня 1938, Воронеж — 23 мая 2000, Санкт-Петербург) — советский футболист, нападающий.

## Биография
Воспитанник воронежского футбола. В 1962 году сыграл 5 матчей в классе «А» в составе ленинградского «Динамо», забил два мяча — оба в ворота куйбышевских «Крыльев Советов» 11 августа. Играл за ленинградский «Спартак»/«Автомобилист» (1963, 1965), «Балтику» Калининград (1966).
В 1971—1972 — играющий главный тренер ленинградского «Скорохода».
Обучался в ГОЛИФК имени П. Ф. Лесгафта.